# Тадія Качар
Тадія Качар (серб. Тадија Качар; 5 січня 1956) — югославський боксер, призер Олімпійських ігор, чемпіонату світу та Європи серед аматорів.
Тадія — старший брат Слободана Качара, боксера, олімпійського чемпіона, чемпіона світу за версією IBF.

## Аматорська кар'єра
На чемпіонаті Європи серед юніорів 1974 завоював срібну медаль.
На Олімпійських іграх 1976 завоював срібну медаль.
- В 1/16 фіналу переміг Пола Франдсена (Данія) — 5-0
- В 1/8 фіналу переміг Мохаммада Азархазіна (Іран) — 5-0
- У чвертьфіналі переміг Васіле Дідеа (Румунія) — 5-0
- У півфіналі переміг Роландо Гарбея (Куба) — 4-1
- У фіналі програв Єжи Рибицькому (Польща) — 0-5

На чемпіонаті Європи 1977 програв у першому бою.
На чемпіонаті світу 1978, що пройшов у Югославії, завоював срібну медаль.
- У чвертьфіналі переміг Димитара Лубенова (Болгарія) — 5-0
- У півфіналі переміг Герберта Бауха (НДР) — 5-0
- У фіналі програв Сіксто Сорія (Куба) — 1-4

На чемпіонаті Європи 1979 срібну медаль.
- В 1/8 фіналу переміг Божидара Іванова (Болгарія) — 5-0
- У чвертьфіналу переміг Курта Зайлера (ФРН) — 5-0
- У півфіналі переміг Георгіке Донича (Румунія) — 5-0
- У фіналі програв Альберту Ніколяну (СРСР) — 0-5

1979 року на Середземноморських іграх завоював золоту медаль.